# 卡山德
卡山德 （希臘語：Κάσσανδρος，前354年—前297年），是馬其頓王國國王，統治年間为前305年—前297年。卡山德是安提帕特的長子，他於前305年稱王，建立短暫的安提帕特王朝。

## 早年
卡山德幼年時跟著亞歷山大大帝一起在希臘大哲亞里斯多德門下學習，但他並沒有跟隨亞歷山大去東征。前323年，卡山德的父親安提帕特是馬其頓攝政，與亞歷山大的母親奧林匹亞絲不合，且亞歷山大那時對安提帕特也有些不滿，於是卡山德被父親送往亞歷山大大帝於巴比倫的宮廷，向亞歷山大陳辯，但亞歷山大對卡山德的說詞非常憤怒，甚至抓著卡山德的頭去撞牆，這在卡山德心中留下恐怖的陰影。不久，亞歷山大大帝突然去世，一些當代的人謠言是卡山德和他的弟弟毒死了亞歷山大。
在亞歷山大駕崩後，他的帳下猛將自命為繼業者，陷入第一次繼業者戰爭，戰後各繼業者們召開會議暫時穩住局面，並由聲望崇高的安提帕特擔任帝國攝政。隨後安提帕特率領軍隊帶著國王腓力三世和亞歷山大四世從亞洲返回馬其頓，途中他分遣一些部隊交給大弗里吉亞總督安提柯繼續討伐佩爾狄卡斯殘黨，並命卡山德擔任安提柯的副官，但不久卡山德懷疑安提柯心存異心，他向父親控訴安提柯的行為。

## 奪取馬其頓
前319年年邁的安提帕特病逝，臨終前將帝國攝政的職位交給波利伯孔，卡山德被命為波利伯孔副官。卡山德非常不滿，他不僅拒絕接受這項任命，還偷偷去見安提柯，這時各個繼業者也想趁機並擺脫束縛，擴大勢力，因此卡山德與安提柯、埃及總督托勒密和利西馬科斯聯盟，一同對抗波利伯孔。隨後卡山德從安提柯那裏借了一些兵將，奪下了雅典等大部份的希臘城邦，並命法勒魯姆的德米特里控制雅典，後來他的艦隊與安提柯軍隊還摧毀波利伯孔的艦隊，掌握了愛琴海制海權。他再與野心勃勃的馬其頓國王腓力三世王后歐律狄刻結盟，卡山德便於前317年被歐律狄刻以腓力三世的名義正式命為帝國攝政。
亞歷山大大帝的母親奧林匹亞絲與波利伯孔結盟，率軍擊敗歐律狄刻的軍隊，歐律狄刻與腓力三世，以及卡山德的黨羽和弟弟尼卡諾爾隨後被奥林匹亞殘酷地殺害。卡山德馬上從希臘進軍馬其頓並在彼得那包圍奧林匹亞絲，在一年多的圍攻下，前316年奧林匹亞絲被迫投降。儘管卡山德保證奧林匹亞絲人身安全，但最後仍毀約殺了她，並把亞歷山大四世和羅克珊娜軟禁在安菲波利斯。在卡山德統治期間他重建了被亞歷山大大帝毀滅了的底比斯來討好希臘人。
卡山德頗有文學素養，但有野心且姿意妄為，這使得他家族的人都疏遠他。另外，卡山德和其他繼業者比較起來，確實對亞歷山大王族一系保持著敵意，如殺了亞歷山大大帝的後裔。據說因為早年受到亞歷山大大帝殘酷的對待，以至於卡山德日後經過亞歷山大大帝的雕像旁都會因為感受到恐懼而無法通過。

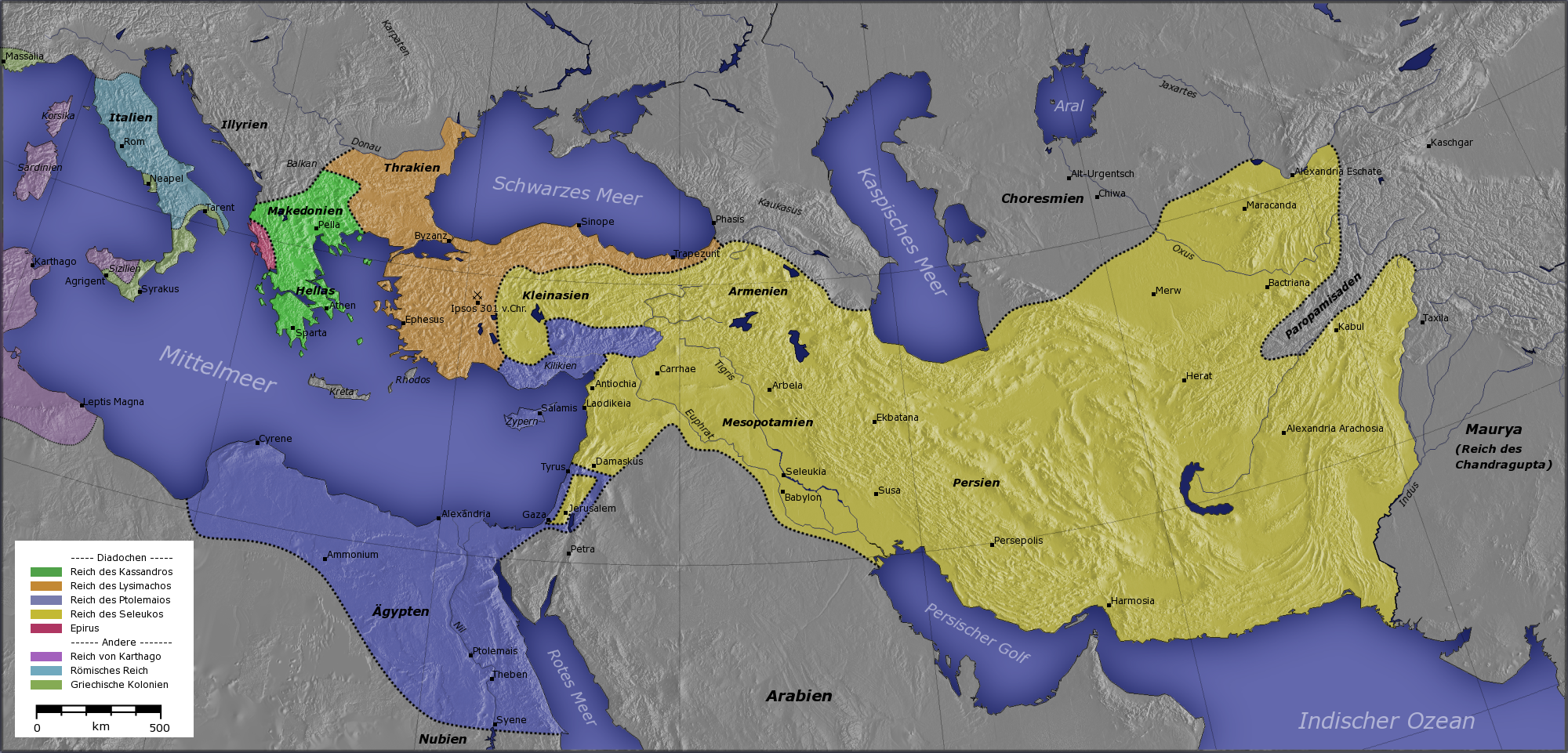
卡山德王國
其他繼業者
塞琉古王國
利西馬科斯王國
托勒密王國
其他
伊庇魯斯聯盟
迦太基
羅馬
希臘城邦

## 稱王
卡山德為了統治上能與馬其頓阿吉德王朝有所連結，他娶了亞歷山大大帝同父異母的妹妹帖撒羅妮加為妻，還重建塞爾馬（Therma）並命名為塞薩洛尼基，以紀念他妻子。另外還在波提狄亞（Potidaea）遺址建立新城市卡山德里亞。在前310年或前309年，卡山德秘密殺了亞歷山大四世和羅克珊娜。前309年，他再收買波利伯孔去毒殺亞歷山大的私生子海克力斯，徹底斷絕亞歷山大大帝的血脈，就此卡山德穩固自己在馬其頓的統治，並於前305年自立為馬其頓國王，建立安提帕特王朝。後來卡山德致力與安提柯一世的勢力爭奪希臘城邦，並與塞琉古一世、托勒密一世和利西馬科斯組成聯盟對抗安提柯一世，最後在前301年伊普蘇斯戰役中聯軍擊敗安提柯，使卡山德毫無疑問地控制馬其頓。然而，他並沒有足夠的時間鞏固並應付各方面的威脅，隨即在前297年因水腫逝世。

## 遺產
卡山德的王朝在他逝世後並沒有存續很久，他的長子腓力四世登基後不久便得病而死，次子安提帕特一世因母后帖撒羅妮加溺愛幼子亞歷山大五世的關係而謀殺母親。亞歷山大五世為了幫母親報仇而爆發內戰，並把安提帕特一世逐出。心有不甘的安提帕特最後引進皮洛士和安提柯一世之子德米特里一世的勢力企圖擊敗對方，最後德米特里一世殺了亞歷山大五世，並把安提帕特一世驅逐，安提帕特一世最後被利西馬科斯處死。儘管日後安提帕特王朝成員中的安提帕特·厄特賽阿斯後來再被舉為馬其頓國王，但不久就被廢位，王朝終結。

## 腳註
1. 1 2  Fox, Robin Lane. Alexander the Great. p469, 2004 Ed.
2. ↑  Green, Peter. Alexander the Great and the Hellenistic Age. p35-36, 2007 Ed.
3. ↑  Green, Peter. Alexander the Great and the Hellenistic Age. p38, 2007 Ed.
4. ↑  Fox, Robin Lane. Alexander the Great, p475, 2004 Ed.
5. ↑  Green, Peter. Alexander the Great and the Hellenistic Age. p44, 2007 Ed.
6. ↑  Green, Peter. Alexander the Great and the Hellenistic Age. p163, 2007 Ed.

## 來源
- 西西里的狄奧多羅斯, Bibliotheca chapters xviii, xix, xx
- 普魯塔克, 希臘羅馬名人傳, "Demetrius", 18, 31; "Phocion", 31
- Franca Landucci Gattinoni: L'arte del potere. Vita e opere di Cassandro di Macedonia. Stuttgart 2003. ISBN 3-515-08381-2

## 外部連結
| 卡山德 馬其頓帝國攝政出生于：前354年逝世於：前297年 | 卡山德 馬其頓帝國攝政出生于：前354年逝世於：前297年 | 卡山德 馬其頓帝國攝政出生于：前354年逝世於：前297年 |
| --------------------------------------------------- | --------------------------------------------------- | --------------------------------------------------- |
| 前任： 波利伯孔                                     | 阿吉德王朝 前317年－前305年                         | 繼任： 成為國王                                     |
| 卡山德 馬其頓國王出生于：前350年逝世於：前297年     |                                                     |                                                     |
| 前任： 亞歷山大四世                                 | 安提帕特王朝 前305年－前297年                       | 繼任： 腓力四世                                     |